# 垂笑君子兰
垂笑君子兰（学名：Clivia nobilis），或称君子兰（上海植物名录），是石蒜科君子兰属的植物，分布在非洲南部以及中国大陆的湖北省等地，目前已由人工引种栽培。株高38厘米，花俯垂，橙黄色，并带有一点淡绿，叶狭长，花茎略短於叶，叶色浓绿，外形高雅肃穆。
其种加词“nobilis”意为“高贵的”，“壮丽的”。